# Sage Stallone
Sage Moonblood Stallone (Los Ángeles, 5 de mayo de 1976 Los Ángeles, 13 de julio de 2012) fue un actor, director, productor y guionista estadounidense. Era hijo del también actor Sylvester Stallone.

## Familia
Nacido en Los Ángeles, California, Sage Stallone tuvo un hermano, Seargeoh (nacido en 1979), ambos hijos de Sylvester Stallone y su primera esposa, Sasha Czack, y tres hermanas: Sophia Rose (nacida en 1996), Sistine Rose (1998) y Scarlet Rose (2002), hijas de Sylvester Stallone y su tercera esposa, la modelo y empresaria Jennifer Flavin. De la segunda esposa de su padre, la modelo y actriz Brigitte Nielsen, no tuvo hermanos.
Su tío fue el actor y cantante Frank Stallone y su abuela fue Jackie Stallone, trapecista, corista en un club nocturno, peluquera y astróloga. Su padrino fue el actor Joe Spinell.

## Fallecimiento
El 13 de julio de 2012, a los 36 años de edad, Sage Stallone fue encontrado muerto en su casa en la cuadra 8100 de Mulholland Terrace en Studio City, Los Ángeles.
Según los informes, no se habían tenido noticias de él durante los cuatro días anteriores a su muerte. Se encontraron botellas vacías de medicamentos recetados en el lugar; pero, después de una autopsia y pruebas de toxicología, el médico forense de Los Ángeles determinó que Sage murió de una enfermedad de las arterias coronarias causada por aterosclerosis, sin que se detectaran medicamentos en su cuerpo más que un analgésico de venta libre. En el momento de su muerte, Stallone supuestamente estaba comprometido. El funeral de Stallone se llevó a cabo el 21 de julio en la iglesia católica St. Martin of Tours en Los Ángeles. Está enterrado en el cementerio Westwood Village Memorial Park.

## Filmografía
| Año  | Título                    | Papel         | Notas                                       |
| ---- | ------------------------- | ------------- | ------------------------------------------- |
| 1990 | Rocky V                   | Robert Balboa |                                             |
| 1993 | The Evil Inside Me        | Leo           |                                             |
| 1996 | Daylight                  | Vincent       |                                             |
| 1997 | American Hero             | Price         |                                             |
| 2002 | Reflections of Evil       | Dan August    |                                             |
| 2003 | The Manson Family         | Jay Sebring   | Solo voz                                    |
| 2005 | Chaos                     | Swan          |                                             |
| 2005 | Alan Yates                | Él mismo      | Director y coproductor                      |
| 2006 | Vic                       | Doc           | Cortometraje escritor, director y productor |
| 2006 | Moscow Zero               | Vassily       |                                             |
| 2007 | Oliviero Rising           | Dr. Stephens  |                                             |
| 2010 | Promises Written in Water | The Mafioso   |                                             |
| 2010 | The Agent                 | Ari Sheinwold | Cortometraje                                |